# Apanteles longipalpis
Apanteles longipalpis är en stekelart som beskrevs av Henry J. Reinhard 1880. Apanteles longipalpis ingår i släktet Apanteles och familjen bracksteklar. Inga underarter finns listade i Catalogue of Life.